# 黏度指數
黏度指數（Viscosity Index，VI）在石化工业，特别是润滑油工业中被使用，是表征粘度随温度变化情况的无单位数值。VI值越低，粘度受温度变化影响越大。 VI值最初的测量范围为0到100，然而随着润滑科学的进步，具有更高VI值的润剂被开发了出来。大多數潤滑基礎油的動力黏度（運動黏度）的雙對數（double log）與溫度呈反比，在潤滑油品的規格上可以用黏度指數來表示該產品的黏度變化率。 
润滑剂的粘度与其减小相互接触固体浆摩擦系数的能力有密切关系。通常情况下，需要选用保证两相互运动表面保持流体摩擦状态的最小粘度润滑剂。润滑剂粘度太小，会导致润滑膜厚度减小，表面轮廓峰直接接触，摩擦阻力增大。润滑剂粘度过大，润滑剂间剪切应力也大，同样不利于减小摩擦阻力。由於很多機械設備或交通運輸工具，必須在高低溫差很大的條件下工作（冬~夏、夜~日），低VI值的潤滑油必然導致機件在低溫時阻力過大（黏度過高）、高溫時磨損過快（黏度過低導致油膜厚度不足）。因此選用高VI值的潤滑油可以較均衡高低溫時的潤滑需求差異。

## 历史
1929年Dean與Davis首創黏度指數的標準，其概念為受評測流體，其100°C↔40°C的黏度變化量，與100°C時同黏度、黏度指數分別為100、0的兩參考流體的100°C↔40°C黏度變化量相比之百分比。最早是以賓州原油煉出的礦物油為VI=100、墨西哥灣原油煉出的礦物油為VI=0，早期會用石蠟及萘當作黏度指數為100、0的參考流體。
這個方法在合成油與氫裂解技術普及前十分有用，只需查表與簡單計算即可得出一流體的黏度指數值，從而對該油品的黏溫變化曲線有直覺的概念。低黏度指數表示黏度隨溫度變化的程度劇烈，高黏度指數表示黏度對溫度較不敏感。
隨著高黏度、高黏度指數潤滑基礎油的問世，Dean & Davis的評測法被發現無法準確評測黏度指數超過100、或黏度較高的油品，因而衍生出了一些方法來補充。但Dean & Davis創造的方法仍被很多工業標準承認為黏度指數評測的方法之一，但限用於黏度指數<=100、100°C黏度<70cSt的油品。
如今，很多國家的工業標準與國際組織均已制定公佈了黏度指數評測的標準，例如ASTM D 2270、ISO 2909、DIN 51564、JIS K 2286、IP 226等。
{\displaystyle \log \log(\nu +C)=K-m\cdot \log T}
上式為Ubbelohde–Walter的黏-溫公式，其中C, K, m是各流體本身的特性常數，若需要較精確掌握某特定溫度的黏度，可利用此公式，雖然有三個常數，但C通常只有0.6~0.9，對計算沒有太大影響，因此只需要該流體在兩個不同溫度時的黏度即可解出。
Vogel-Cameron則有另一種黏-溫公式如下，同樣有三個特性常數，並以絕對溫度為T
{\displaystyle \eta =A\cdot e^{({\frac {B}{T+C}})}}

## 黏度指數提昇劑
潤滑基礎油的黏度指數可以藉由添加黏度指數提昇劑（VI improver）而提昇，在工作溫度會大幅改變（例如內燃機）的情形下，以成本較低的低黏度指數油品添加黏度指數提昇劑，可以節省成本。黏度指數提昇劑的作用為「提高高溫時基礎油的黏度」，因此又稱為黏度調整劑（Viscosity Modifier）。
黏度指數提昇劑多為高分子聚合物，在較低溫度時蜷曲成球體，對基礎油沒有太大物性影響，在高溫時聚合物舒展，充滿高分子絲線的油體黏度比同溫度未添加的同種油品黏度為高。
- 基礎油A，40°C黏度L，100°C黏度H（L > H）
- 基礎油A添加VI提昇劑成為A’，40°C黏度L，100°C黏度H’
- H’>H：（L – H’）<（L – H），表示A’的黏溫穩定性較高

添加了黏度指數提昇劑的基礎油，在較高溫度受黏度指數提昇劑的增稠，成為非牛頓流體，在高剪應力作用下黏度會損失，稱為剪切損失（shear loss）。以上例而言，若在高剪應力（重度磨擦）情形下，H’與H間的差異會縮小，意即黏度指數提昇劑對高摩擦工況效益較低。
SAE J300的機油黏度規定，SAE 8~60等級的黏度需符合兩項測試規格，以SAE 20為例：
1. 100°C時動力黏度6.9~9.3cSt
2. 150°C、106/s2剪切速率下，絕對黏度>=2.6cP

若某較低黏度、低黏度指數值的油品過量添加黏度指數提昇劑以符合定義1，就可能不符合定義2。

## 註腳
1. ↑  log(log(ν+C))=K-m·log(T), Ubbelohbe-Walter's equation, 1928
2. ↑  Lubricants and Lubrication, Section 3.2, Theo Mang,Wilfried Dresel, 2nd Edition, 2007
3. ↑  . 北京市: 高等教育出版社. 2006年5月: 46–50. ISBN 7-04-019256-X. Authors list列表中的|first1=缺少|last1= (帮助)
4. ↑  E.W. Dean, G.H.B Davis, A.D. Bauer and J.H Bergland, “Viscosity Variations of Oils with Temperature”, Chemical and Metallurgical Engineering, Vol.36, P.618, 1929
5. ↑  Synthetic Lubricants and High-Performance Functional Fluids, P.403, Chapter 17, Ronald A. Philips, 1st Edition, ISBN 0-8247-0194-1
6. ↑   Rheological properties of lubricants, P.102, Jean Briant,Jacques Denis,Guy Parc, 1989
7. 1 2  Fuels and lubricants handbook: technology, properties, performance, and testing, P.372, George E. Totten, Steven R. Westbrook, Rajesh J. Shah, 2003, ISBN-EB: 978-0-8031-5048-5